# Ronde van Catalonië 2009
De 89e Ronde van Catalonië (Catalaans: Volta a Catalunya) is verreden van 18 tot 24 mei 2009 in Catalonië (Spanje). De Ronde van Catalonië behoorde tot de ProTour. Na zeven etappes werd de Spanjaard Alejandro Valverde eindwinnaar.
Het bergklassement werd gewonnen door Julián Sánchez, het sprintklassement door Samuel Dumoulin en het ploegenklassement door Astana.

## Startlijst
Naast de 18 ProTour-teams doen ook Cervélo TestTeam, Contentpolis-Ampo en Andalucía-Cajasur met een wildcard mee, die met elk acht renners aan de start verschenen.
| 18 UCI ProTour-ploegen | 18 UCI ProTour-ploegen | 18 UCI ProTour-ploegen | 4 wildcards                 |
| ---------------------- | ---------------------- | ---------------------- | --------------------------- |
| AG2R-La Mondiale       | Française des Jeux     | Rabobank               | Cervélo TestTeam            |
| Astana                 | Fuji-Servetto          | Silence-Lotto          | Contentpolis-Ampo           |
| Bouygues Télécom       | Garmin-Slipstream      | Team Columbia-HTC      | Andalucía-Cajasur           |
| Caisse d'Epargne       | Lampre                 | Team Katjoesja         | Cofidis, le crédit en ligne |
| Cofidis                | Liquigas               | Team Milram            |                             |
| Euskaltel-Euskadi      | Quick Step             | Team Saxo Bank         |                             |

## Etappeoverzicht
| etappe       | datum  | start              | finish               | afstand       | winnaar            | klassementsleider  |
| ------------ | ------ | ------------------ | -------------------- | ------------- | ------------------ | ------------------ |
| 1e (proloog) | 18 mei | Lloret de Mar      | Lloret de Mar        | 3,6 km (I.T.) | Thor Hushovd       | Thor Hushovd       |
| 2e           | 19 mei | Girona             | Roses                | 163,1 km      | Matti Breschel     | Alejandro Valverde |
| 3e           | 20 mei | Roses              | La Pobla de Lillet   | 182,9 km      | Alejandro Valverde | Alejandro Valverde |
| 4e           | 21 mei | La Pobla de Lillet | Vallnord (Andorra)   | 175,7 km      | Julián Sánchez     | Alejandro Valverde |
| 5e           | 22 mei | La Seu d'Urgell    | Torredembarra        | 201,3 km      | Nikolaj Troesov    | Alejandro Valverde |
| 6e           | 23 mei | Torredembarra      | Barcelona            | 150,5 km      | Thor Hushovd       | Alejandro Valverde |
| 7e           | 24 mei | Barcelona          | Circuit de Catalunya | 110,8 km      | Greg Henderson     | Alejandro Valverde |

## Eindklassementen
| Plaats | Naam                 | Ploeg             | Tijd      |
| ------ | -------------------- | ----------------- | --------- |
|        | Alejandro Valverde   | Caisse d'Epargne  | 24u12'10" |
| 2      | Daniel Martin        | Garmin-Slipstream | + 00' 15" |
| 3      | Haimar Zubeldia      | Astana            | + 00' 22" |
| 4      | Mikel Astarloza      | Euskaltel-Euskadi | + 00' 34" |
| 5      | José Ángel Gómez     | Cervélo           | + 00' 38" |
| 6      | Jakob Fuglsang       | Team Saxo Bank    | + 00' 45" |
| 7      | Aleksandr Djatsjenko | Astana            | + 00' 49" |
| 8      | Xavier Tondo         | Andalucia-Cajasur | + 00' 56" |
| 9      | Samuel Sanchez       | Euskaltel-Euskadi | + 01' 42" |
| 10     | David de la Fuente   | Fuji-Servetto     | + 01' 52" |
|        |                      |                   |           |
| 39     | Joost Posthuma       | Rabobank          | + 10' 34" |
| 55     | Dominique Cornu      | Quickstep         | + 20' 51" |

| Plaats    | Naam              | Ploeg             | Punten |
| --------- | ----------------- | ----------------- | ------ |
| Rode trui | Julián Sánchez    | Contentpolis-Ampo | 49     |
| 2         | Xavier Tondo      | Andalucia-Cajasur | 48     |
| 3         | José Luis Arrieta | AG2R-La Mondiale  | 42     |

| Plaats      | Naam            | Ploeg                       | Punten |
| ----------- | --------------- | --------------------------- | ------ |
| Blauwe trui | Samuel Dumoulin | Cofidis, le credit en ligne | 18     |
| 2           | Javier Ramírez  | Andalucia-Cajasur           | 6      |
| 3           | Cyril Dessel    | AG2R-La Mondiale            | 3      |

| Plaats | Ploeg             | Tijd      |
| ------ | ----------------- | --------- |
|        | Astana            | 88u56'53" |
| 2      | Euskaltel-Euskadi | +09' 32"  |
| 3      | AG2R-La Mondiale  | +23' 07"  |

1911 · 1912 · 1913 · 1914-1919 · 1920 · 1921-1922 · 1923 · 1924 · 1925 · 1926 · 1927 · 1928 · 1929 · 1930 · 1931 · 1932 · 1933 · 1934 · 1935 · 1936 · 1937 · 1938 · 1939 · 1940 · 1941 · 1942 · 1943 · 1944 · 1945 · 1946 · 1947 · 1948 · 1949 · 1950 · 1951 · 1952 · 1953 · 1954 · 1955 · 1956 · 1957 · 1958 · 1959 · 1960 · 1961 · 1962 · 1963 · 1964 · 1965 · 1966 · 1967 · 1968 · 1969 · 1970 · 1971 · 1972 · 1973 · 1974 · 1975 · 1976 · 1977 · 1978 · 1979 · 1980 · 1981 · 1982 · 1983 · 1984 · 1985 · 1986 · 1987 · 1988 · 1989 · 1990 · 1991 · 1992 · 1993 · 1994 · 1995 · 1996 · 1997 · 1998 · 1999 · 2000 · 2001 · 2002 · 2003 · 2004 · 2005 · 2006 · 2007 · 2008 · 2009 · 2010 · 2011 · 2012 · 2013 · 2014 · 2015 · 2016 · 2017 · 2018 · 2019 · 2020 · 2021 · 2022 · 2023 · 2024 · 2025
 Tour Down Under · 
 Ronde van Vlaanderen · 
 Ronde van het Baskenland · 
 Gent-Wevelgem · 
 Amstel Gold Race · 
 Ronde van Romandië · 
 Ronde van Catalonië · 
 Critérium du Dauphiné Libéré · 
 Ronde van Zwitserland · 
 Clásica San Sebastián · 
 Ronde van Polen · 
 Vattenfall Cyclassics · 
  Eneco Tour · 
 GP Ouest France-Plouay